# Дэйли, Ричард Майкл
Ри́чард Ма́йкл Дэ́йли (англ. Richard Michael Daley; род. 24 апреля 1942, Чикаго, Иллинойс, США) — 54-й мэр Чикаго, занимавший должность с 24 апреля 1989 по 16 мая 2011 года. Сменил на этом посту Юджина Сойера. Среди всех мэров Чикаго является рекордсменом по времени нахождения в должности.

## Юность и образование
Ричард Дэйли — четвёртый из семи детей Ричарда Дж. Дэйли и Элеонор Дэйли, бывшего мэра и первой леди Чикаго. Происходя из Бриджпорта, исторического предместья, где селились американцы ирландского происхождения, Ричард Дэйли учился в Провиденс-колледже и далее в Университете Де Поля, в котором в 1964 году получил степень доктора права.

## Общественно-политическая деятельность
С 1972 по 1980 годы работал в качестве сенатора штата Иллинойс. В 1981—1989 годах Дэйли работал в должности прокурора округа Кук.
С 1989 по 2011 годы Дэйли избирался мэром города Чикаго, проработав на этой должности в общей сложности шесть сроков. В качестве мэра Дэйли решал вопросы разрешения однополых браков, урегулировал ношение оружия.
25 апреля 2005 года был выбран журналом Time как лучший из пяти мэров крупных городов в Соединенных Штатах; журнал характеризовал его как политика, имеющего «имперский» стиль и мощь.
Дэйли сплотил города и его деловое сообщество для осуществления важного шага, заявки на проведение в 2016 году летних Олимпийских игр в Чикаго. Однако 2 октября 2009 года на церемонии выбора олимпийской столицы в Копенгагене Чикаго не был утвержден в качестве таковой.

## Деятельность в настоящее время
24 мая 2011 года ректор Чикагского университета объявил о назначении Дэйли ведущим научным сотрудником в школе публичной политики университета. Также Ричард Дейли был избран в совет директоров Coca-Cola Company.